# Püngelbach
Der Püngelbach ist ein rund vier Kilometer langer linker Zufluss der Erkensruhr in der Städteregion Aachen in Nordrhein-Westfalen.

## Verlauf
Der Bach entspringt im Wald nahe dem Eschenhof und rund fünf Kilometer südöstlich von Höfen, einem Ortsteil der Stadt Monschau. In rund einem Kilometer Entfernung von der Quelle führt im Südwesten die Bundesstraße 258 von Höfen kommend nach Schleiden. Der Bach fließt durchweg etwa nordöstlich in einer schmalen, abschnittsweise durch Waldriegel unterbrochenen Wiesenaue, auf dem Oberlauf auf einer Länge von rund 940 Metern zunächst durch das Naturschutzgebiet Püngelbachtal. Er läuft durch Beckmanns Weiher und dann weiter entlang des Schraufwegs. Südlich von Erkensruhr, einem Ortsteil der Gemeinde Simmerath, mündet er schließlich von links in die Erkensruhr.